# Аниноаса (Ковасна)
Аниноаса (рум. Aninoasa) насеље је у Румунији у округу Ковасна у општини Речи. Oпштина се налази на надморској висини од 529 m.

## Становништво
Према подацима из 2002. године у насељу је живело 419 становника.

### Попис2002.
| Расподела становништва по националности 2002.‍ | Расподела становништва по националности 2002.‍ | Расподела становништва по националности 2002.‍ | Расподела становништва по националности 2002.‍ | Расподела становништва по националности 2002.‍ |
| --------------------------------------------- | --------------------------------------------- | --------------------------------------------- | --------------------------------------------- | --------------------------------------------- |
|                                               |                                               |                                               |                                               |                                               |
| Румуни                                        | Румуни                                        |                                               | 5                                             | 1,2%                                          |
| Мађари                                        | Мађари                                        |                                               | 413                                           | 98,8%                                         |